# ريبيكا جونز
ريبيكا جونز (بالإنجليزية: Rebecca Naomi Jones)‏ هي مغنية وممثلة أمريكية، ولدت في 1 أبريل 1981 بنيويورك في الولايات المتحدة.

## أعمال

### أفلام
- (2015) عشيقة أمريكا

## وصلات خارجية
- ريبيكا جونز على موقع IMDb (الإنجليزية)
- ريبيكا جونز على موقع ألو سيني (الفرنسية)
- ريبيكا جونز على موقع أول موفي (الإنجليزية)
- ريبيكا جونز على موقع قاعدة بيانات برودواي على الإنترنت (الإنجليزية)
- ريبيكا جونز على موقع ديسكوغز (الإنجليزية)
- ريبيكا جونز على موقع قاعدة بيانات الفيلم (الإنجليزية)
- ريبيكا جونز على موقع كينوبويسك (الروسية)